# 皇冠大廈 (英國)
皇冠大廈（英語：Crown Buildings），又名凱西公園大廈（Cathays Park Buildings），是威爾斯政府的主要辦公場所，位於威爾斯首府卡迪夫。皇冠大廈是一個建築群，由兩個建築構成，包括凱西公園一號和凱西公園二號。其中凱西公園一號是II級登錄建築。皇冠大廈修建於1914年。

## 外部連結

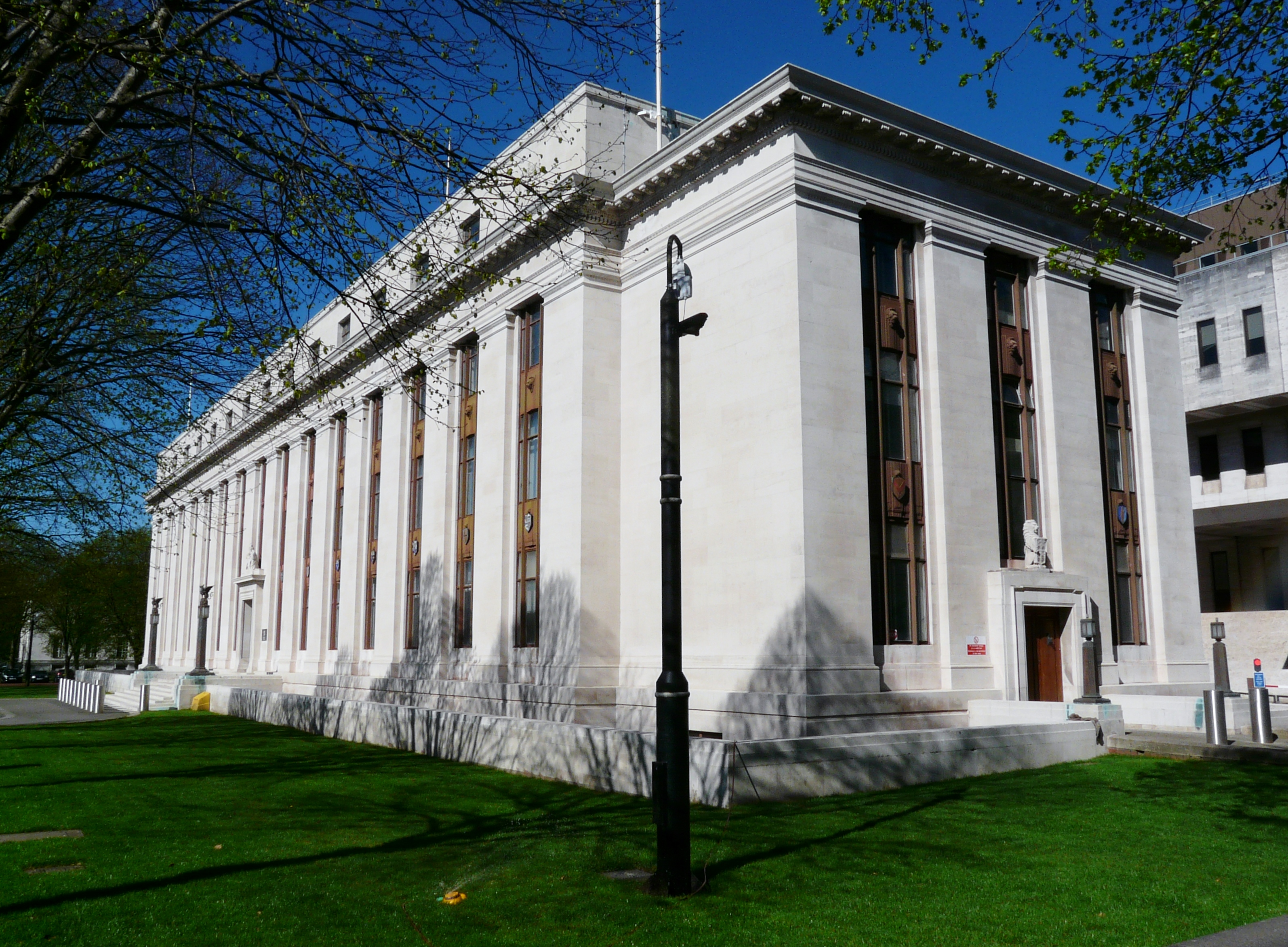

- Aerial photograph of Cathays Park (the Crown Buildings are in the middle foreground)
- The National Assembly for Wales – A Home For the Assembly[永久]

51°29′18″N 3°10′57″W / 51.48832°N 3.18262°W